# Ściborki
Ściborki (niem. Stobrigkehlen (do 1938), Stillheide (1938–1945)) – wieś sołecka w Polsce położona w województwie warmińsko-mazurskim, w powiecie gołdapskim, w gminie Banie Mazurskie.
W latach 1975–1998 miejscowość administracyjnie należała do województwa suwalskiego.